# イケル・ブラボ
イケル・ブラボ・ソラニージャ（Iker Bravo Solanilla、2005年1月13日 - ）は、スペイン・カタルーニャ州サン・クガ・ダル・バリェス出身のサッカー選手。ポジションはフォワード。ウディネーゼ・カルチョ所属。

## クラブ経歴
カタルーニャ州のバルセロナ県サン・クガ・ダル・バリェスに生まれ、5歳の時にFCバルセロナのカンテラであるラ・マシアにスカウトされた入団した。
2021年7月28日、11年を過ごしたラ・マシアを離れたバイエル・レバークーゼンに移籍した。約3ヶ月後の10月27日、DFBポカールのカールスルーエSC戦にて、フロリアン・ヴィルツとの途中交代でプロデビューを果たした。16歳と9ヶ月15日でのトップチームデビューは、クラブ史上最年少デビュー記録を持っていたヴィルツを破る記録となった。ブンデスリーガ初出場は、11月7日のヘルタ・ベルリン戦である。
2022年8月29日、レアル・マドリードへのレンタル移籍が発表された。完全移籍オプション付きで当面はリザーブチームに所属する。2023-2024シーズン終了後、レアル・マドリードは完全移籍オプションを行使せず、レバークーゼンに復帰。
2024年7月31日、ウディネーゼ・カルチョへの移籍が発表された。契約期間は4年間で移籍金は発生しない代わりに今後、移籍の際に50パーセントの移籍金をレバークーゼンが得る契約と報じられている。

## 代表経歴
2019年からスペインの世代別代表に招集され始め、U-15とU-17、U-19世代での出場歴がある。